# Trischistoma monohystera
Trischistoma monohystera är en rundmaskart som först beskrevs av De Man 1880. Enligt Catalogue of Life ingår Trischistoma monohystera i släktet Trischistoma och familjen Tripylidae, men enligt Dyntaxa är tillhörigheten istället släktet Trischistoma och familjen Tripyloididae. Arten är reproducerande i Sverige. Inga underarter finns listade i Catalogue of Life.